# Elecciones federales de México de 1910
Las elecciones federales de México de 1910 se llevaron a cabo en dos jornadas, las elecciones primarias el 26 de junio de 1910 y las elecciones secundarias el 10 de julio de 1910, en ellas se eligieron los siguientes cargos de elección popular.
- Presidente de México. Jefe de Estado y de Gobierno, electo por un periodo de seis años y desde 1892 con posibilidad de reelección inmediata, para cubrir el periodo 1910 - 1916 y del que tomaría posesión el 1 de diciembre de 1910. El candidato electo fue Porfirio Díaz.

- Vicepresidente de México. Sustituto constitucional del Presidente, electo para su mismo periodo. El candidato electo fue Ramón Corral.

## Antecedentes
En el Partido Democrático se encontraban personas que encontraban preferible que Porfirio Díaz siguiera al frente del poder, pero creían que era necesario que se buscara un candidato distinto a Ramón Corral para la vicepresidencia de la República, como lo manifestaron en abril de 1909; sin embargo este partido no alcanzó la popularidad necesaria y fue disuelto. Ante esta situación, el Partido Científico presentó como candidatos a la presidencia y vicepresidencia de la República, a Porfirio Díaz y a Ramón Corral, respectivamente.

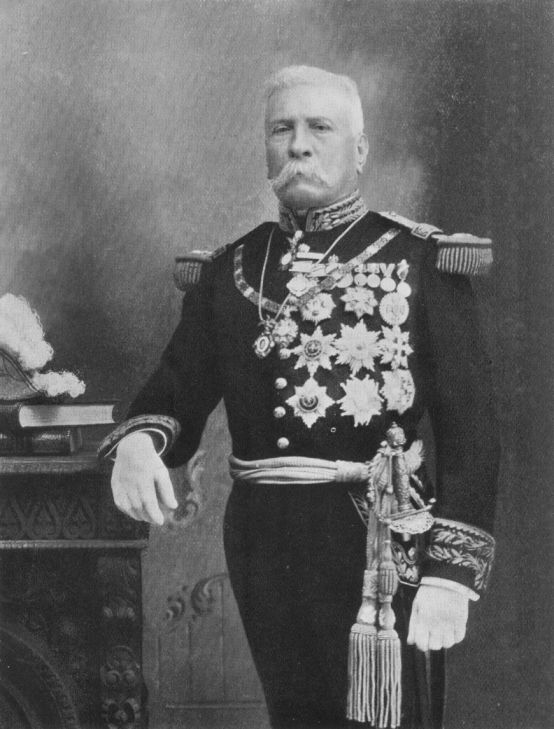
Porfirio Díaz fue reelecto para el período 1910-1916, el cual no concluyó debido al estallido de la Revolución Mexicana.

En mayo de 1909 estaba funcionando ya el centro Antirreeleccionista, en cuyas filas se hallaban personas que poco más tarde iban a tener una importante actuación política, tales como: Francisco I. Madero, Emilio Vázquez Gómez, Toribio Esquivel Obregón, José Vasconcelos y Luis Cabrera Lobato. El primero de ellos, Madero, ya se había hecho célebre para entonces, debido a la publicación su libro titulado La sucesión presidencial en 1910, en el que hizo un estudio de la situación política mexicana, con cierto criterio revolucionario.
El Partido Reyista, sin tener propiamente un programa doctrinal completo, comenzó a trabajar para presentarse a las elecciones con dos candidatos: el general Porfirio Díaz para la presidencia y el general Bernardo Reyes para la vicepresidencia, sin embargo Porfirio Díaz lo comisionó con un pretexto de tipo militar para ir a Europa, dejándolo fuera de la escena política. El Partido Reyista se disolvió y sus miembros formaron el Partido Nacionalista Democrático, que participó junto con el Partido Antirreeleccionista, en la Convención Nacional Independiente, que tuvo lugar en la Ciudad de México en abril de 1910.
Para dar impulso y vigor al partido y a la Convención, Francisco I. Madero realizó una gira por algunos Estados de la Nación, lo que logró despertar entusiasmo en algunos y aumentó el número de integrantes de la Convención. Una vez instalada plenamente, se puso a discusión el tema de las elecciones y se resolvió presentar como candidato a la presidencia de la República a Francisco I. Madero, y como candidato a la vicepresidencia a Francisco Vázquez Gómez, antiguo amigo de Porfirio Díaz, de quién se había distanciado políticamente para entonces. Al mismo tiempo que se lanzaba esa fórmula de Madero-Vázquez Gómez, los convencionistas elaboraron un programa que iba a servir como bandera de lucha, y en la cual los principios de “no reelección” del presidente y de los gobernadores, y de “Sufragio efectivo”, eran esenciales.

## Registro de candidatos
Para las elecciones presidenciales, el Partido Nacional Antirreeleccionista postuló a la fórmula Madero-Francisco Vázquez Gómez. A su vez, el Partido Reeleccionista y el Partido Porfirista lanzaron la candidatura presidencial de Díaz, pero diferentes candidatos a la vicepresidencia. Ramón Corral competía por los miembros del Partido Científico y Teodoro Dehesa por el Partido Porfirista. El fuerte rechazo a la candidatura de Corral, aunado a la inestabilidad suscitada por la captura de Madero, lograron crear un ambiente tenso el 10 de julio, día electoral. 
El 21 de agosto, Díaz y Corral fueron proclamados presidente y vicepresidente, respectivamente, para el periodo del primero de diciembre de 1910 hasta el 30 de noviembre de 1916. Mientras tanto, Madero logró salir de prisión y huyó a Estados Unidos el 5 de octubre de 1910 y acto seguido lanzó el Plan de San Luis, donde desconocía a Díaz como presidente y llamaba a los mexicanos a tomar las armas el 20 de noviembre de ese mismo año

## Galería de imágenes de la campaña electoral

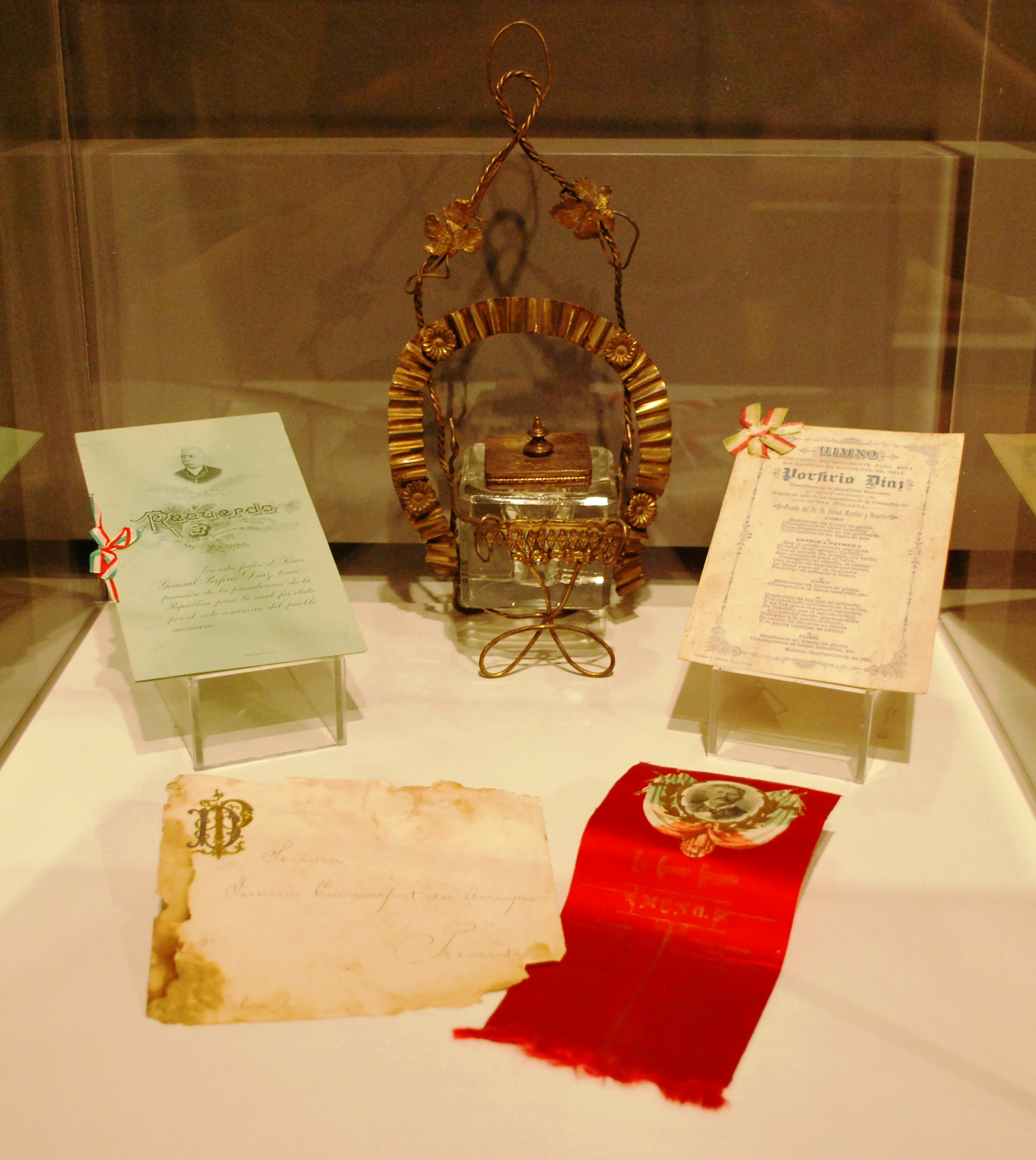
Objetos de la campaña de Díaz.
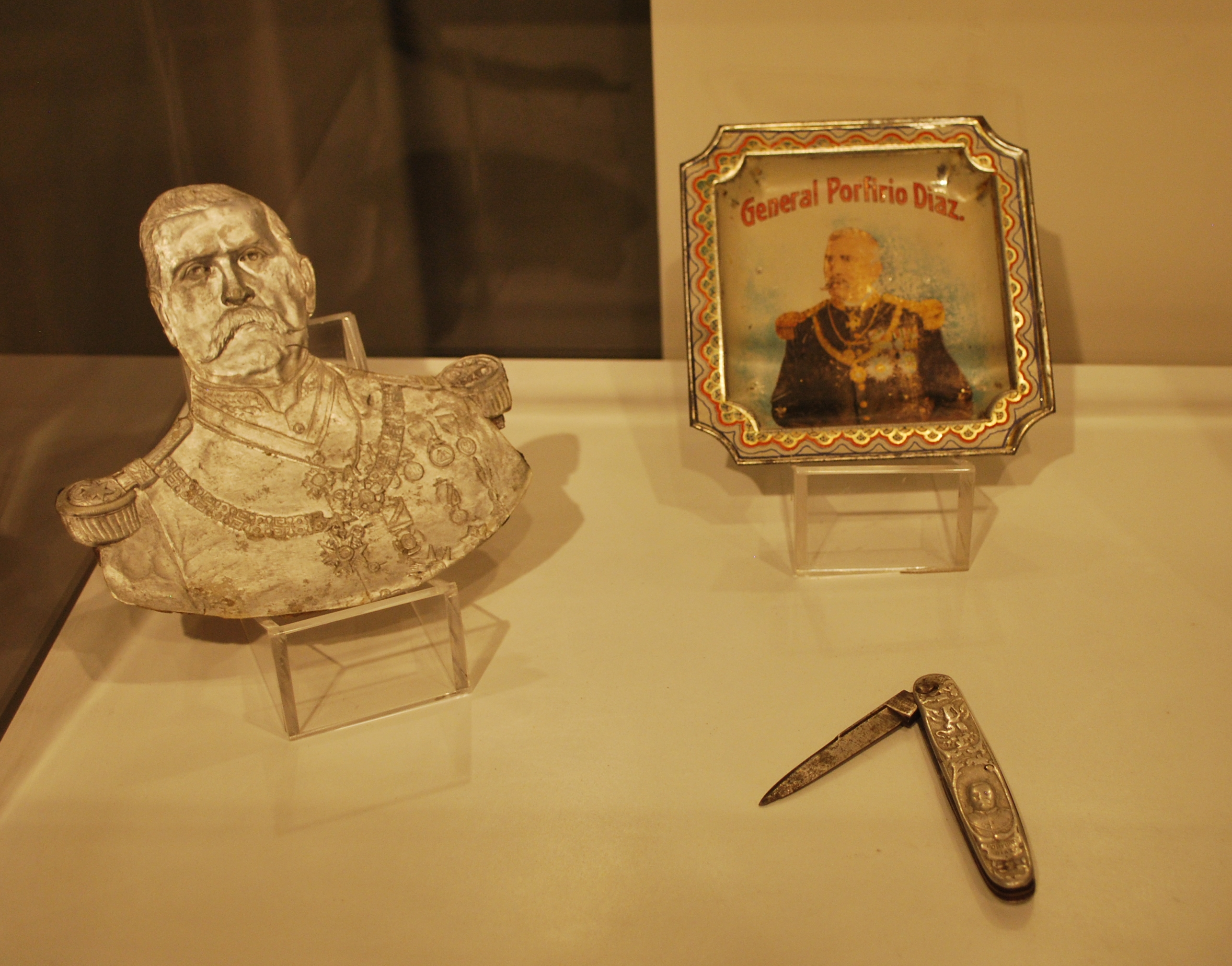
Objetos de la campaña de Díaz.
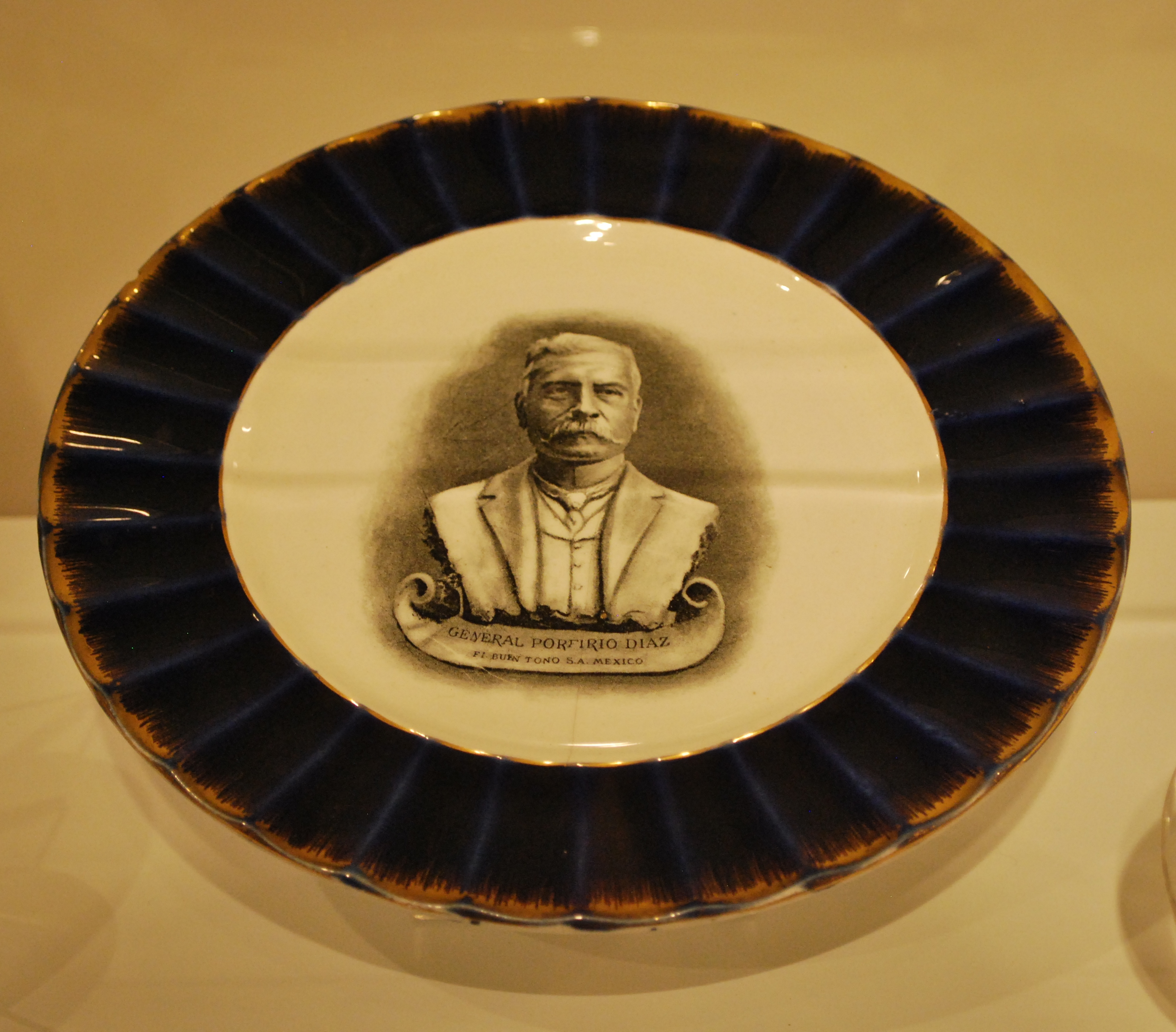
Plato de la campaña de Díaz.
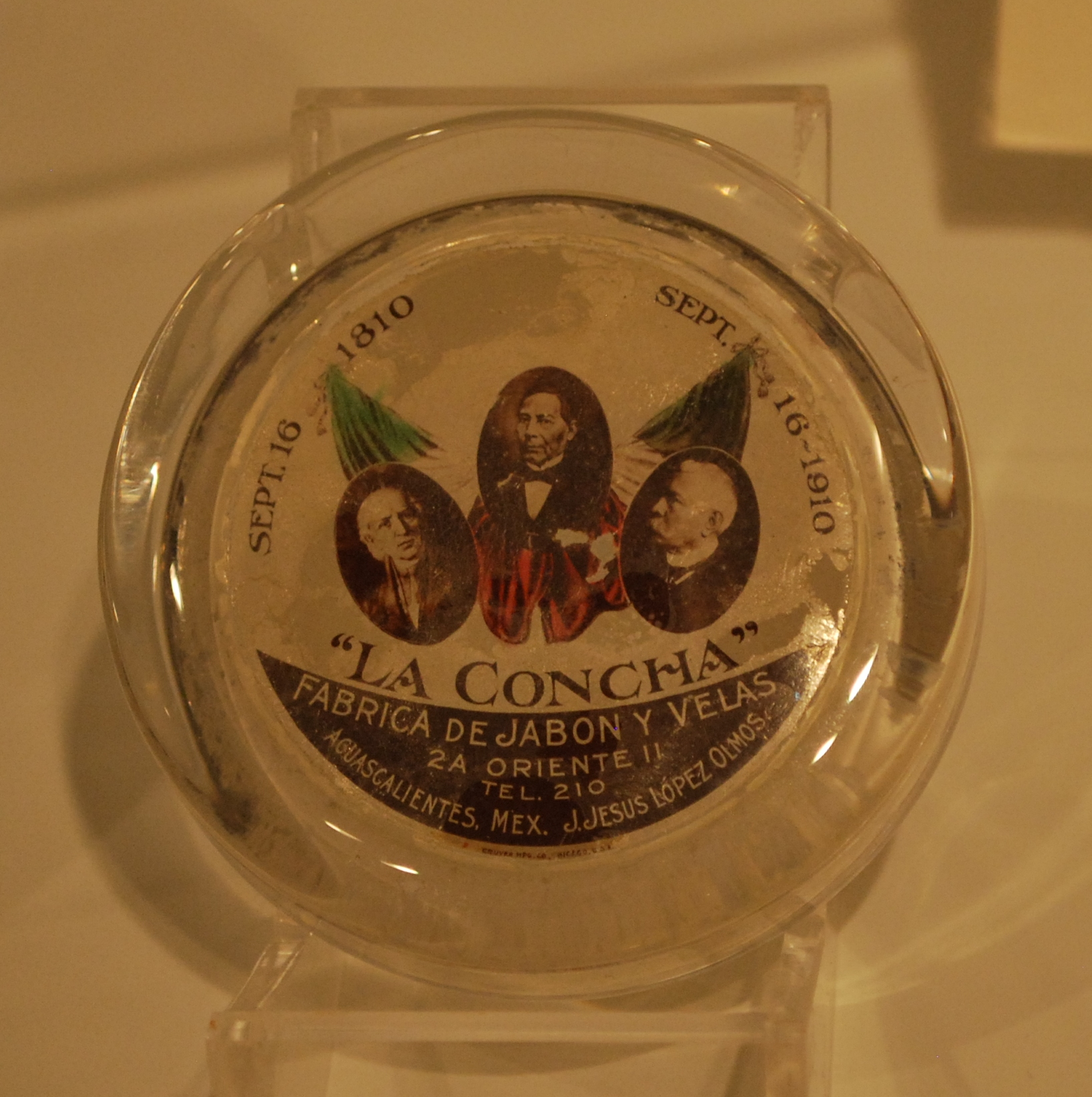
Cenicero de la campaña de Díaz.
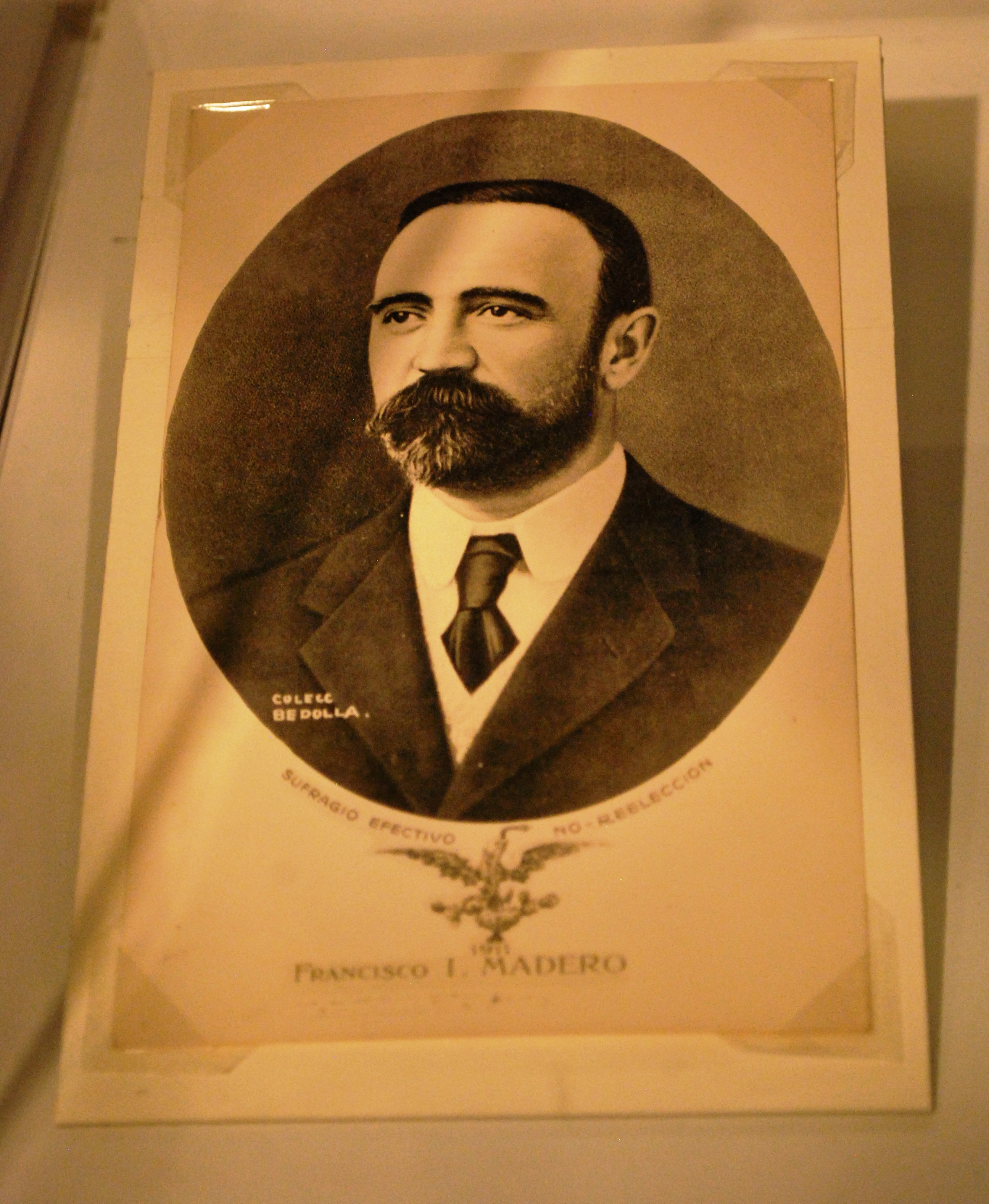
Fotografía de la campaña de Madero.
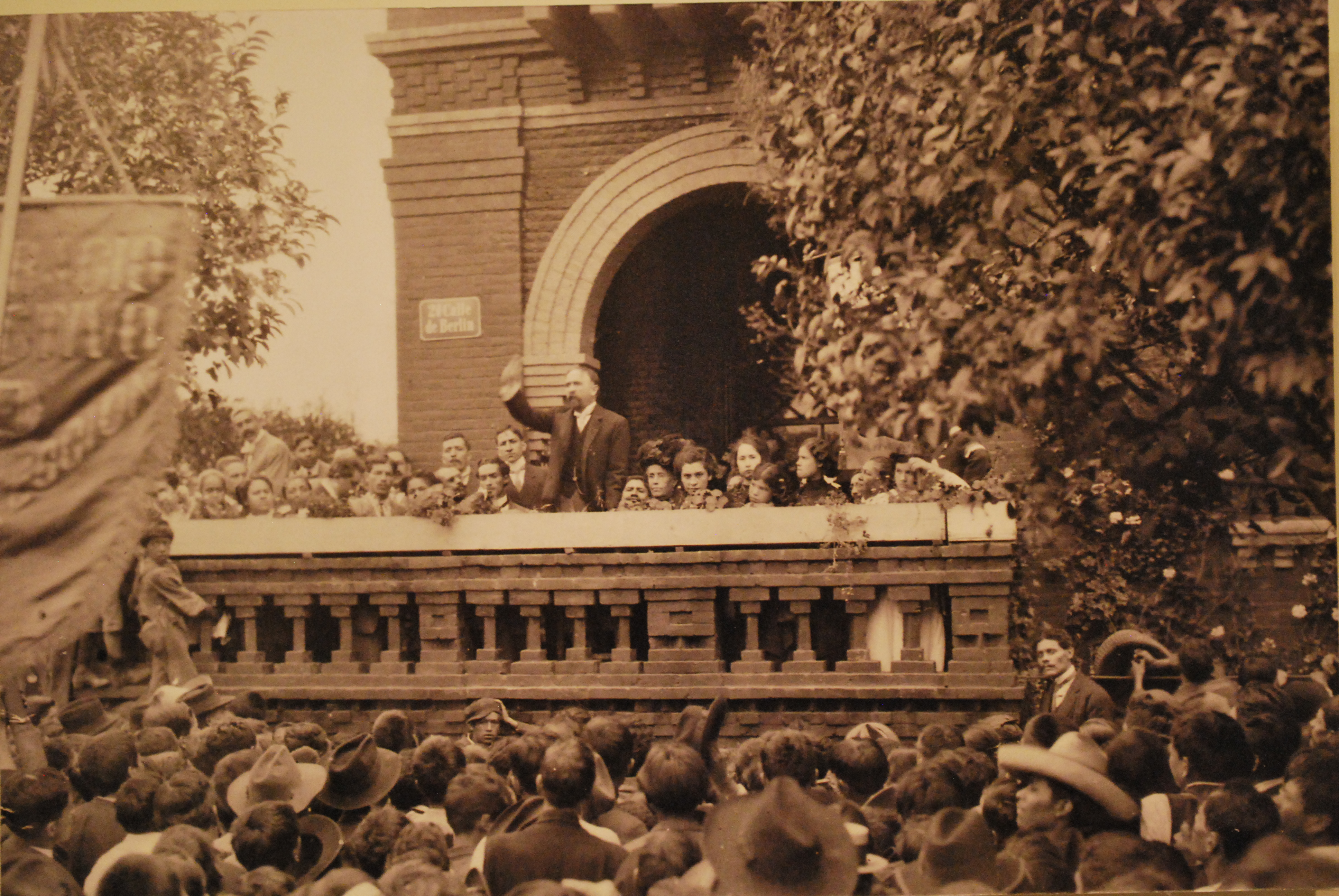
Madero hablando en un evento de campaña en la Ciudad de México.
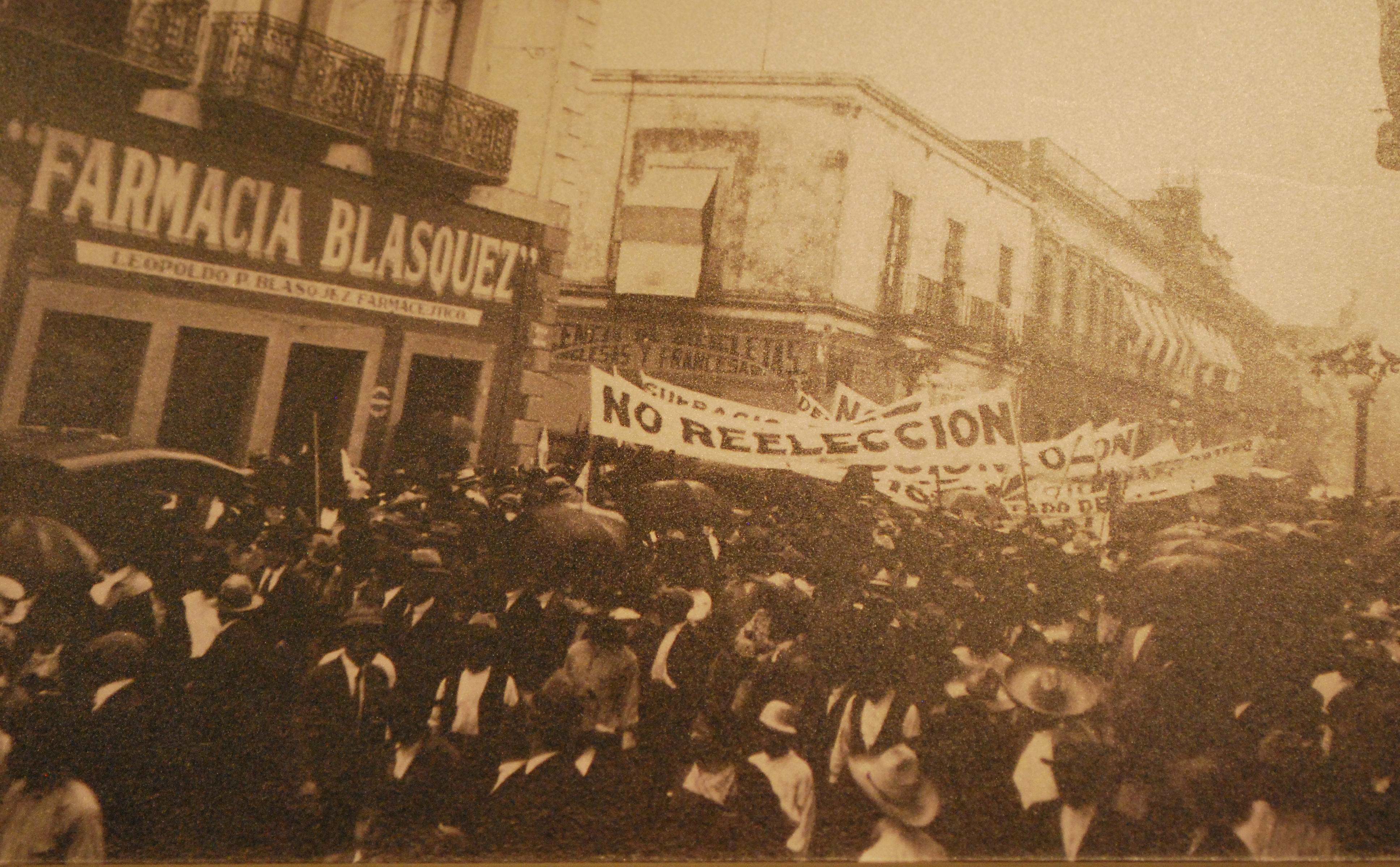
Marcha en apoyo a Madero.

## Resultados electorales

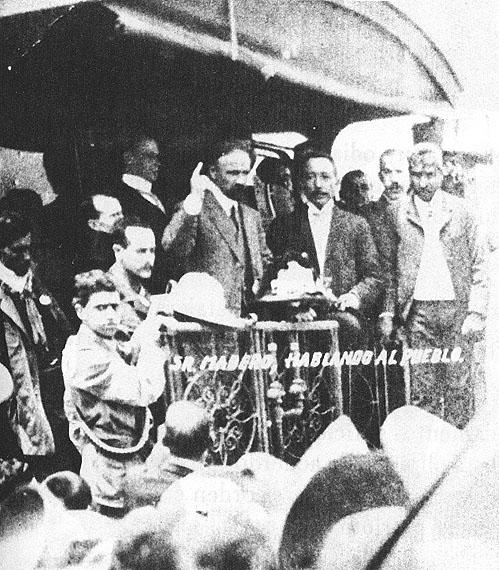
Francisco I. Madero hace campaña desde la parte trasera de un vagón de ferrocarril en 1910. Madero fue el principal oponente de Díaz en las elecciones.

### Presidente
|  | 98.96 % |

|  | 1.04 % |

|  | 0.01 % |

|  | 0.01 % |

|  | 0.00 % |

|  | 100.00 % |

### Vicepresidente
|  | 91.35 % |

|  | 0.99 % |

|  | 0.06 % |

|  | 0.01 % |

|  | 0.01 % |

|  | 0.01 % |

|  | 0.16 % |

|  | 100.00 % |